# ورونیکا فرایمانووا
ورونیکا فرایمانووا (چکی: Veronika Freimanová؛ زادهٔ ۲۴ سپتامبر ۱۹۵۵) بازیگر اهل جمهوری چک است.
از فیلم‌ها یا برنامه‌های تلویزیونی که وی در آن نقش داشته‌است می‌توان به کلیا و ناله نکن، سنجاب! اشاره کرد.